# I Settore di Copertura Bassa Roja
Il I Settore di Copertura Bassa Roja è uno dei dieci settori in cui venne diviso il Vallo Alpino Occidentale, questo settore si estende dalle coste di Ventimiglia fino alla Testa d'Alpe, articolandosi su un territorio eterogeneo, dalle scogliere a picco sul mare, attraversando poi boschi, e paesaggi brulli e rocciosi del Magliocca e del Colombin.

Lo scopo di questo settore, il primo del Vallo occidentale, era sostanzialmente quello di:
- impedire l'accesso alla Via Aurelia
- impedire a nord l'accesso alla Strada statale 20 del Colle di Tenda e della Val Roia
- controllare i sentieri di accesso ai pendii verso la Val Roia tra Monte Maltempo e il mare, e verso la Val Nervia, tra Monte Forquin e la foce del fiume Roia.[1]

Questo settore era composto da due sottosettori, I/A Destra Roja e I/B Sinistra Roja, per un totale di 200 opere suddivise in 114 centri di resistenza, di fuoco, 2 batterie in caverna, 4 ricoveri per appostamenti allo scoperto, 28 ricoveri per truppe di contrattacco, 7 sbarramenti passivi e 15 tra caserme e ricoveri di artiglieria.

## Profilo storico
Il settore si saldava direttamente con il V settore Media Roja in corrispondenza del rilievo Testa d'Alpe, i lavori iniziarono intorno al 1935, con la costruzione delle opere di Monte Forquin sul pendio sud, dove è incastonata l'opera 6; un piccolo centro di resistenza con postazione per mitragliatrice Fiat mod. 14/35 su affusto, che controlla il sentiero che proviene da località Libri e sale verso monte Forquin.
Sulla sommità del monte si trova l'osservatorio costruito anch'esso nel 1935, collegato telefonicamente con le batterie del monte, per indirizzare il tiro delle artiglierie che puntavano su Olivetta San Michele e sulla rotabile verso Sospel.

## Struttura
Il sistema difensivo era articolato lungo due linee principali, una prima linea avanzata che dal mare a sud si inerpicava sino a cima Magliocca, per poi scendere a sbarramento del torrente Bevera e risalire a Monte Pozzo-Monte Maltempo per riabbassarsi verso Airole e saldarsi alla prima linea arretrata; questa partiva da Ventimiglia seguendo la riva sinistra del fiume Roja sino a Testa d'Alpe.

Le opere della linea erano posizionate leggermente più in basso della cresta, verso la Francia, costruite prevalentemente in caverna, e decine di postazioni avanzate di piccole dimensioni, in monoblocchi di calcestruzzo, costruite dagli stessi soldati durante il periodo di mobilitazione nel maggio del 1940 contro la frontiera francese.
Tra le opere del settore sono da segnalare le importanti batterie di monte Abelliotto e monte delle Fontane, oggi distrutte e inaccessibili, che battevano con i loro quattro cannoni la Statale 20 e le postazioni di resistenza.

Sotto il Colle di Bevera poi, nel 1939 furono costruite due opere di tipo 15000, Dioscuri e Dandolo, anch'esse molto estese e armate con mitragliatrici e pezzi anticarro.

### Elenco delle strutture

#### Sottosettore I/a Destra Roja
Sottosettore I/a Destra Roja - Sede Comando: Ventimiglia
- 1° Caposaldo Castel d'Appio (I Sistema Difensivo):

Centro di resistenza 32
Centro di resistenza 33
Centro di resistenza 34
Centro di resistenza 35
Appostamento anticarro 36
Appostamento anticarro 37
Centro di resistenza V
Centro di resistenza W
Ricovero in caverna per appostamenti allo scoperto 34 bis
Ricovero in caverna (60 uomini truppe di contrattacco "S")
Ricovero in caverna (60 uomini truppe di contrattacco "T")
Ricovero in caverna (60 uomini truppe di contrattacco "U")
Blocco per fotoelettrica
Sbarramento di allarme di Ponte San Luigi
Sbarramento anticarro di Villa Claudina
Sbarramento anticarro di Valle Sorba
- 2° Caposaldo Monte Magliocca (I Sistema Difensivo):

Centro di resistenza 28
Centro di resistenza 28 bis
Centro di resistenza 29
Centro di resistenza 30
Centro di resistenza 31
Opera 31 bis I
Opera 31 bis II
Ricovero in caverna per appostamenti allo scoperto P
Ricovero in caverna (60 uomini truppe di contrattacco "Q")
Ricovero in caverna (60 uomini truppe di contrattacco "R")
Blocco per fotoelettrica
- 3° Caposaldo Stretta Bevera (raddoppio avanzato del I Sistema Difensivo):

Opera XV
Opera XVI
Opera XVII
Opera anticarro a Bevera
- 4° Caposaldo Confluenza Bevera - Roja (I Sistema Difensivo):

Centro di resistenza 24
Centro di resistenza 25
Centro di resistenza 26
Centro di resistenza 27
Centro di resistenza 27 bis
Appostamento anticarro sx Roja
Appostamento anticarro dx Roja
Ricovero in caverna (60 uomini truppe di contrattacco "O")
Ricovero in caverna (60 uomini truppe di contrattacco "O1")
- 5° Caposaldo Colle di Bevera (raddoppio avanzato del I Sistema Difensivo):

Opera 65
Opera 66
Opera 67 a
Opera 67 b
Opera 68
Opera Dandolo
Opera Dioscuri
Opera anticarro a Bevera
Opera 68 bis
Opera 69 a
Opera 69 b
Opera 70
Osservatorio Colle Bevera
Ricovero in caverna PP
Ricovero in caverna QQ
Ricovero in caverna RR
- 6° Caposaldo Monte Pozzo (raddoppio avanzato del I Sistema Difensivo):

Opera 71
Opera 71 a
Opera 71 b
Opera Etnea
Opera Ettore
Opera Eolo
Opera Epaminonda
Opera 72
Opera Elettra
Opera 73
Osservatorio Monte Pozzo
Opera Ercole
Opera 74
Ricovero in caverna SS
Ricovero in caverna TT
Caserma Monte Pozzo e ricoveri d'artiglieria
- 7° Caposaldo Monte Maltempo (raddoppio avanzato del I Sistema Difensivo):

Opera 75
Opera Fanfulla
Opera Fieramosca
Opera 76
Opera 77
Opera 77 bis
Opera Farinata
Opera 78
Opera 79
Opera 80
Osservatorio Lamberta
Opera 80 bis
Ricovero in caverna UU
Caserma Ponte Lamberta
Sbarramento di allarme Piena valico
Sbarramento di allarme Piena dogana
Sbarramento di allarme Poggio dell'Arma

#### Sottosettore I/b Sinistra Roja
Sottosettore I/b Sinistra Roja - Sede Comando: Dolceacqua
- 8° Caposaldo Foce Nervia (sbarramento arretrato, comprendente anche gli sbarramenti arretrati nella zona di Mentone e Sospel utilizzate nel '40-'42):

Opera 51
Opera 52
Opera 53
Opera 201         Sbarramento Arretrato Punta Migliarese
Opera 202-202 bis Sbarramento Arretrato Ponte Barbaira
Opera 203-204     Sbarramento Arretrato Passo Ghimbegna
Opera 205-206     Sbarramento Arretrato Carmo Langan
Opera 207         Sbarramento Arretrato Bussana
Opera 208         Sbarramento Arretrato Porto Maurizio
Opera 209         Sbarramento Arretrato Colle di Nava
- 9° Caposaldo Monte delle Fontane (raddoppio I Sistema Difensivo):

Opera 61
Opera 62
Opera 63
Opera 64
Opera 64 bis
Opera 65
Opera 65 bis
Opera 65 ter
- 10° Caposaldo Ciaixe (I Sistema Difensivo):

Centro di resistenza 20
Centro di resistenza 20 bis
Centro di resistenza 21
Centro di resistenza 21 bis
Centro di resistenza 22
Centro di resistenza 23
Opera L destra
Opera L sinistra
Opera L centrale
Opera M
Opera M'
Opera N
Opera N'
Ricovero in caverna (60 uomini truppe di contrattacco "Ldx")
Ricovero in caverna (60 uomini truppe di contrattacco "Lsx")
Ricovero in caverna (60 uomini truppe di contrattacco "Lcentr")
Ricovero in caverna (60 uomini truppe di contrattacco "M")
Ricovero in caverna (60 uomini truppe di contrattacco "M1")
Ricovero in caverna (60 uomini truppe di contrattacco "N")
Ricovero in caverna (60 uomini truppe di contrattacco "N1")
Batteria in caverna Monte delle Fontane (601ª Batteria S.P.)
Caserme
Ricoveri di artiglieria
- 11° Caposaldo La Colla (I Sistema Difensivo):

Centro di resistenza 16
Centro di resistenza 17
Centro di resistenza 18
Centro di resistenza 19
Opera E destra
Opera E sinistra
Opera F
Opera G destra
Opera G sinistra
Opera H
Opera H'
Opera I
Ricovero in caverna (60 uomini truppe di contrattacco "E")
Ricovero in caverna (60 uomini truppe di contrattacco "F")
Ricovero in caverna (60 uomini truppe di contrattacco "G")
Ricovero in caverna (60 uomini truppe di contrattacco "G1")
Ricovero in caverna (60 uomini truppe di contrattacco "H")
Ricovero in caverna (60 uomini truppe di contrattacco "H1")
Ricovero in caverna (60 uomini truppe di contrattacco "I")
Caserme
Ricoveri di artiglieria
- 12° Caposaldo Monte Erisetta (I Sistema Difensivo):

Centro di resistenza B (ex 603ª Batteria S.P.)
Centro di resistenza 12
Centro di resistenza 13
Centro di resistenza 14
Centro di resistenza 15
Opera D
Opera D'
Ricovero in caverna per appostamenti allo scoperto 11
Ricovero in caverna (60 uomini truppe di contrattacco "D")
Batteria in caverna di Monte Abelliotto (602ª Batteria S.P.)
Caserme
- 14° Caposaldo Monte Colombin - Monte Forquin (I Sistema Difensivo):

Centro di resistenza 3
Centro di resistenza 6
Centro di resistenza 7
Centro di resistenza 8
Centro di resistenza 9
Centro di resistenza 10
Osservatorio Monte Forquin
Caserma Monte Colombin
Ricovero artiglieria Monte Forquin